# Marinobacter salexigens
Espèce
Marinobacter salexigens est une espèce de bactéries à Gram négatif de la famille des Alteromonadaceae.

## Historique
L'exploration des sédiments marins de la zone côtière de Weihai en Chine a permis l'isolement d'une souche bactérienne, HJR7 qui, après sa caractérisation biocimique et génomique devient la souche type de l'espèce Marinobacter salexigens. Elle est classée dans le genre Marinobacter comprenant aussi les espèces Marinobacter aromaticivorans ou Marinobacter nauticus.

## Description
Les bactéries de l'espèce Marinobacter salexigens sont des bacilles à Gram négatif anaérobies facultatives et non mobiles.

## Taxonomie
Le nom correct complet (avec auteur) de ce taxon est Marinobacter salexigens Han et al. 2017.

### Étymologie
L'étymologie de cette espèce Marinobacter salexigens est la suivante : sal.ex’i.gens. L. masc. n. sal (gen. salis), sel, eau de mer; L. v. exigo, demander; N.L. part. adj. salexigens, demandant de l'eau de mer,. Proposé en novembre 2017, le nouveau nom a été validé en 2018 par l'ICSP.